# 恋恋風塵
『恋恋風塵』（れんれんふうじん、原題：戀戀風塵、英題：Dust in the Wind）は1987年製作の台湾映画。

## 概要
『風櫃（フンクイ）の少年』『冬冬（トントン）の夏休み』『童年往事 時の流れ』と共に、侯孝賢（ホウ・シャオシェン）監督の自伝的4部作に位置づけられ、日本における侯孝賢（ホウ・シャオシェン）の知名度を大いに高めた青春映画。
故郷の山村のロケ場所は、後に『悲情城市』の舞台ともなった九份である。
脚本担当の呉念眞の体験をもとにしているため、侯孝賢の作品としては初めての本省人の世界を本格的に描いた作品である。ほとんどの登場人物が閩南語を話し、北京語を話すのは学校の先生、郵便配達、海岸警備隊、兵士たちなどのみである。

## あらすじ
1960年代終わりごろの台湾の山村。幼いころから兄妹のように育った中学3年生の少年ワンと中学2年生の少女ホン。ワンは中学卒業と共に台北に出て、働きながら夜間高校に通う。1歳年下のホンも1年遅れて台北に出る。台北で働く2人は、強い絆で結ばれ、お互いに助け合いながら、お盆の里帰りを何よりも楽しみにしていた。やがて時がたち、お互いを意識し始めた2人だったが、ワンは兵役につくことになる。ホンはワンに毎日手紙を書くことを約束するが……。

## キャスト
- ワン：王晶文（ワン・ジンウェン）
- ホン：辛樹芬（シン・シューフェン）
- ワンの祖父：李天祿（リー・ティエンルー）
- ワンの父：林揚（リン・ヤン）
- ワンの母：梅芳（メイ・ファン）
- ホンの母：陳淑芳（チェン・シュウファン）
- 運送屋の親方：頼徳南（ライ・ドゥナン）
- ホンチュン：林于竝（リン・ユービン）
- キン：張復欽（ジャン・フーチン）
- イン：楊麗音（ヤン・リーイン）
- 郵便配達の青年：施明揚（シー・ミンヤン）
- 海防部隊の士官長：胡湘評（フー・シャンピン）
- 印刷屋の奥さん：蘇妧玲（スー・ワンリン）

## スタッフ
- 監督：侯孝賢（ホウ・シャオシェン）
- 脚本：呉念眞（ウー・ニエンジェン）、朱天文（ジュー・ティエンウェン）
- 撮影：李屏賓（リー・ピンビン）
- 美術：劉志華（リウ・ジーホア）、林鉅（リン・ジュイ）
- 音楽：陳明章（チェン・ミンジャン）
- 編集：廖慶松（リャオ・チンソン）
- 製作：徐国良（シュ・グオリャン）